# Apiastrum angustifolium
Apiastrum es un género monotípico de plantas de la familia Apiaceae. Su única especie, Apiastrum angustifolium, es originaria de California y Baja California, donde reside en muchos tipos de hábitat. 

## Descripción
Es una hierba anual con un tallo ramificado de hasta medio metro de altura a partir de una raíz pivotante. Las hojas son abundantes a lo largo del tallo, cada una de hasta aproximadamente 5 centímetros de largo y se dividen en muchos foliolos estrechos. Varias inflorescencias surgen del tallo, a menudo, pero no siempre de la axila de las hojas. La inflorescencia es una umbela compuesta de diminutas flores, cada una con cinco pétalos blancos.

## Taxonomía
Apiastrum angustifolium fue descrita por  Thomas Nuttall y publicado en A Flora of North America: containing . . . 1(4): 644. 1840.
Etimología
Apiastrum: nombre genérico que deriva de las palabras griegas: apium = "apio", y aster = "salvaje", este fue el nombre clásico del apio silvestre.
angustifolium: epíteto latíno que significa "con hojas estrechas"
Sinonimia
- Aethusa capillacea Nutt. ex DC.
- Apiastrum angustifolium var. tenellum Nutt.
- Discopleura capillacea Hook. & Arn.